# Cassephyra infuscata
Cassephyra infuscata là một loài bướm đêm trong họ Geometridae.